# Fethiye İlçe Stadı
Das Fethiye İlçe Stadı ist ein Fußballstadion in der türkischen Stadt Fethiye, Provinz Muğla. Der Fußballverein Fethiyespor trägt hier seine Heimspiele aus. Es bietet heute auf seinen Rängen 8.372 Sitzplätze.

## Geschichte
Bis 2006 hatte es noch eine Kapazität von 3.000 Plätzen, ehe es dann auf 10.000 Plätze ausgebaut wurde. Für gewöhnlich nehmen die „Ultras“ von Fethiyespor in der Südkurve Platz, während sich die Gästefans in der Nordkurve befinden, wobei die Gästetribüne nicht mehr als 1.500 Plätze hat. Die Spielstätte ist ein Fußballstadion mit Tribünen bis an das Spielfeld und wurde gemäß den Richtlinien der UEFA ausgebaut. Neben der Sportart Fußball wird die Anlage auch für nationale Feiertage genutzt.
Am 25. November 2015 trug die türkische Fußballnationalmannschaft der Frauen gegen Russland (0:0) vor 1.485 Zuschauern ein Qualifikationsspiel zur Fußball-Europameisterschaft 2017 im Stadion von Fethiye aus.